# Elkrun Township
Elkrun Township ist eines von 18 Townships des Columbiana Countys im US-Bundesstaat Ohio. Nach der Volkszählung im Jahr 2000 waren hier 4781 Einwohner registriert.

## Geografie
Elkrun Township liegt im mittleren Osten des Columbiana Countys im Nordosten von Ohio und grenzt im Uhrzeigersinn an die Townships: Fairfield Township, Unity Township, Middleton Township, St. Clair Township, Madison Township, Wayne Township, Center Township und Salem Township.

## Verwaltung
Das Township wird durch ein Board of Trustees, bestehend aus drei gewählten Mitgliedern, verwaltet. Zwei Personen werden jeweils im Jahr nach der Präsidentschaftswahl gewählt und eine jeweils im Jahr davor. Die Amtszeit dauert in der Regel vier Jahre und beginnt jeweils am 1. Januar. Daneben gibt es noch einen Township Clerk (zuständig für Finanzen und Budget), der ebenfalls im Jahr vor der Präsidentschaftswahl auf eine vierjährige Amtszeit gewählt wird. Dessen Amtszeit beginnt jeweils am 1. April.

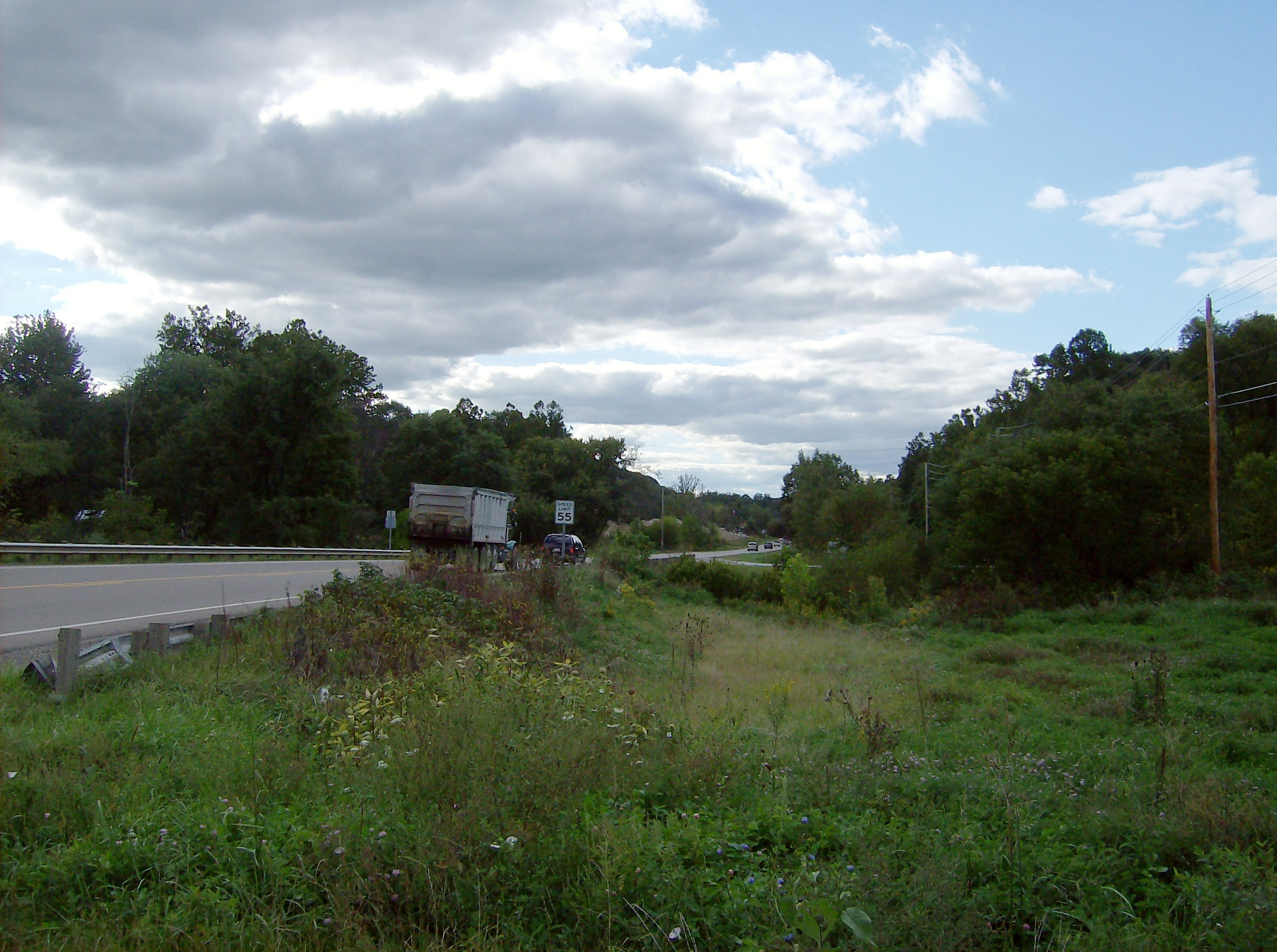
Der Nordwesten des Elkrun Townships, entlang der State Route 154